# Gro Harlem Brundtland
Gro Harlem Brundtland Gro Harlem Brundtlandⓘ (Bærum, 20 de abril de 1939) es una política noruega miembro del Partido Laborista. Ocupó el cargo de primera ministra de Noruega en tres ocasiones (1981, 1986-1989 y 1990-1996). 
Como gobernante, se enfrentó a una crisis económica severa en la década de 1980, en la que implementó medidas de austeridad bastante impopulares. Al obtener el cargo nuevamente en 1990, consolidó una imagen positiva en la vida política de su país, pero su propuesta principal sobre la incorporación de Noruega a la Unión Europea, fue rechazada en referéndum. Posteriormente, en el ámbito internacional, fue directora general de la Organización Mundial de la Salud de 1998 a 2003 y en 2007 fue nombrada enviada especial de las Naciones Unidas para el cambio climático.

## Inicios
Gro Harlem nació en Bærum, en la zona metropolitana de Oslo, en 1939, hija del médico Gudmund Harlem (1917-1988) e Inga Harlem, de nacionalidad sueca (nacida Inga Margareta Elisabet Brynolf) (1918-2005). Su padre formó parte del Partido Laborista Noruego y entre otros cargos, fue ministro de asuntos sociales entre 1955 y 1961 y de defensa entre 1961 y 1963 y entre 1963 y 1965 en el gabinete del primer ministro Einar Gerhardsen. Su madre era hija de abogados. Gro pasó sus primeros años de vida entre Oslo y Estocolmo. En la primaria formó parte de Framfylking, una organización familiar socialista perteneciente al Partido Laborista. En el bachillerato fue fundadora de Sosialistisk Gymnasiastlag ("Asociación de Bachilleres Socialistas") y como estudiante de medicina se incorporó a Arbeiderpartiets Studentlag ("Asociación de Estudiantes Laboristas"). 
Obtuvo el grado de candidata medicinæ por la Universidad de Oslo en 1963 y estudió una maestría en salud pública en la Universidad de Harvard (Estados Unidos) en 1965. Trabajó como médico en el servicio público de salud entre 1966 y 1974.

## Carrera política
Miembro del Partido Laborista Noruego, fue nombrada ministra de Medio Ambiente en 1974, cargo que desempeñó hasta 1979. Ejerció el cargo de primera ministra de Noruega durante un breve período (de febrero a octubre) en 1981, con lo que se convirtió en la primera mujer en ocupar dicho cargo en Noruega. En esa ocasión, el rey Olaf V le encomendó la formación de gobierno por la renuncia del primer ministro Odvar Nordli. En su gabinete, Brundtland contó con la mayoría de los ministros de Nordli. Fue sucedida por el conservador Kåre Willoch.
En 1986, tras la caída del gobierno de Kåre Willoch, Brundtland fue nuevamente elegida primera ministra. En ese período enfrentó una profunda crisis económica, resultado de la caída en el precio del petróleo y la liberalización del mercado de crédito. Llevó a cabo una política de austeridad, de disminución del gasto público, así como de control de la inflación y del consumo. Estas acciones le generaron impopularidad entre la población y los partidos opositores, que intentaron sin éxito una moción de censura. Su partido no pudo permanecer en el poder tras las elecciones de 1989.
En 1990 volvió a encabezar un gobierno minoritario. En 1994 Noruega se incorporó al Espacio Económico Europeo, pero el principal proyecto de Brundtland era la incorporación de Noruega a la Unión Europea. Este asunto generó un debate nacional que terminó con el rechazo popular en el referéndum de adhesión de noviembre de 1994, en gran parte debido a la negativa de los ciudadanos a compartir la zona económica exclusiva. El resultado fue un grave revés para la primera ministra, que había organizado su política económica confiando en la integración a la UE. Pese a la derrota, continuó en el cargo un tiempo más, aunque tuvo que hacer severos ajustes a su planes económicos, y renunció sorpresivamente el 25 de octubre de 1996.

## Actividades internacionales

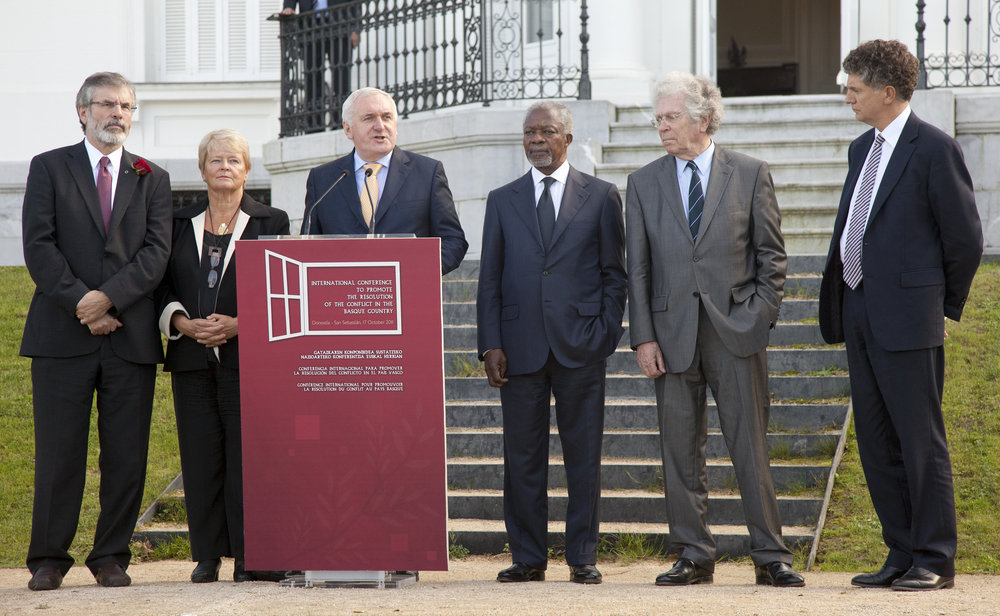
Brundtland en el Palacio de Ayete (San Sebastián, España) durante la declaración de la Conferencia Internacional de Paz de San Sebastián. (2011)

Desarrolló el concepto de sostenibilidad en su informe de 1987 Nuestro futuro común. Manifestó que la violencia era el principal problema de salud pública.
Gro Harlem Brudtland fue directora general de la Organización Mundial de la Salud (OMS) de 1998 a 2003. 
En 2011 formó parte del Grupo Internacional de Contacto organizado por Brian Currin para mediar en el fin dialogado de la violencia del ETA, y fue una de las firmantes de la Declaración de Ayete.

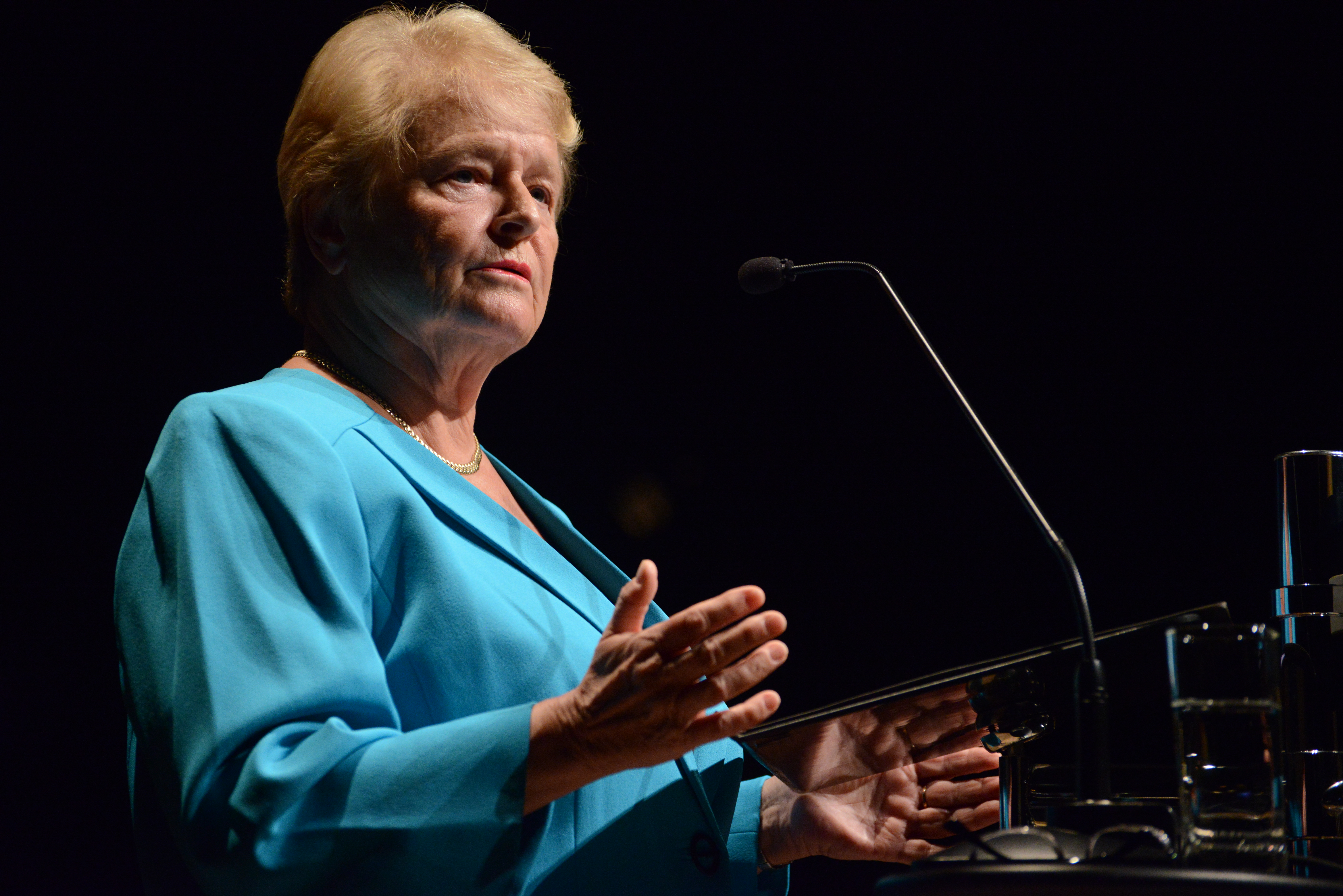
Harlem Brundtland hablando en el foro "Fronteiras do Pensamento" en 2014 en Porto Alegre, Brasil.

Brundtland también es miembro del Club de Madrid, una organización independiente de exlíderes de estados democráticos, que trabaja para fortalecer la gobernanza y el liderazgo democráticos.
Brundtland es miembro fundador de The Elders, un grupo de líderes mundiales convocado originalmente por Nelson Mandela, Graça Machel y Desmond Tutu para abordar algunos de los problemas más difíciles del mundo. Mandela anunció el lanzamiento del grupo el 18 de julio de 2007 en Johannesburgo, Sudáfrica. Brundtland ha participado activamente en el trabajo de The Elders, participando en una amplia gama de iniciativas del grupo. Ha viajado con delegaciones de Elders a Chipre, la Península de Corea, Etiopía, India y Medio Oriente. Brundtland también ha participado en la iniciativa de The Elders sobre el matrimonio infantil, incluida la fundación de Girls Not Brides: The Global Partnership to End Child Marriage. Fue nombrada vicepresidenta del grupo en 2013 y Ban Ki-moon y Graça Machel la sucedieron en este cargo en 2018.

## Intento de asesinato
Brundtland escapó por poco del asesinato de Anders Behring Breivik el 22 de julio de 2011. Había estado en la isla de Utøya horas antes de la masacre para dar un discurso en el campo de la AUF; Breivik declaró que originalmente tenía la intención de que Brundtland fuera el objetivo principal del ataque (junto con Eskil Pedersen y Jonas Gahr Støre), pero se había retrasado mientras viajaba desde Oslo. Breivik llegó a Utøya unas dos horas después de la partida de Brundtland.
Durante su juicio en 2012, Breivik reveló planes detallados de asesinato de Brundtland. Le dijo al tribunal que había planeado esposarla y luego grabarse leyendo un texto preparado que detallaba sus "crímenes", antes de decapitarla ante la cámara usando una bayoneta y subir las imágenes a Internet. Breivik dijo que si bien Brundtland había sido su principal objetivo, todavía había planeado masacrar a todos los demás en la isla.

## Vida personal
Se casó en 1960 con Arne Olav Brundtland (nacido en 1936), doctor en ciencia política, investigador por el Instituto Noruego de Política Exterior y antiguo miembro del partido derechista Høyre. La pareja tiene cuatro hijos y tiene una residencia en el sur de Francia. Arne Olav ha escrito dos libros sobre su vida con la primera ministra: Gift med Gro ("Casado con Gro", 1996) y Fortsatt gift med Gro ("Aún casado con Gro", 2003), ambos un éxito de ventas en Noruega.
En 2002 Gro Harlem Brudtland fue operada de cáncer uterino en el Hospital Universitario de Ullevål, en Oslo. En 2008 se levantó cierta polémica al saberse por la prensa que en 2007 había sido operada en dos ocasiones con recursos públicos. La polémica se debió a que la ex primera ministra había notificado a las autoridades noruegas sobre su cambio de residencia a Francia y al residir en el extranjero no tenía derecho a hacer uso de la seguridad social noruega. Ante la atención de la opinión pública sobre el asunto, Brundtland anunció su cambio de domicilio nuevamente a Noruega y su voluntad de pagar por los tratamientos recibidos anteriormente.

## Premios
- 1988 - Premio "Indira Gandhi" [14]
- 1994 - Premio Carlomagno, de la ciudad de Aquisgrán, Alemania.
- 2002 - Miembro de la Sociedad Filosófica Estadounidense[15]
- 2008 - Medalla de la Fundación Thomas Jefferson en Arquitectura[16]
- 2013 - Premio Internacional Cataluña, que concede la Generalidad de Cataluña[17]
- 2014 - Premio Tang en Desarrollo Sostenible[18][19]
- 2016 - Miembro honorario de la Asociación Noruega por los Derechos de la Mujer[20]
- Miembro de la Academia Noruega de Ciencias y Letras[21]
- Premio Nacional Alemán a la Sostenibilidad[22]
- Miembro honorario de la Sociedad de Naturalistas de Moscú[23]